# Sudbrook
Sudbrook is een historisch merk van motorfietsen.
De bedrijfsnaam was: Sudbrook Motor Works, Gloucester.
Het was een Engels merk dat 269cc-Villiers-tweetaktmotoren inbouwde. Sudbrook was een van de tientallen Britse merken die kort na de Eerste Wereldoorlog ontstonden en na korte tijd weer verdwenen. Sudbrook bestond van 1919 tot 1920. 